# Раплаский район
Раплаский район — административно-территориальная единица в составе Эстонской ССР, существовавшая в 1950—1991 годах. Центр — Рапла. Население по переписи 1959 года составляло 26,0 тыс. чел. Площадь района в 1955 году составляла 1301,1 км².

## История
Раплаский район был образован в 1950 году, когда уездное деление в Эстонской ССР было заменено районным. В 1952 году район был включён в состав Таллинской области, но уже в апреле 1953 года в результате упразднения областей в Эстонской ССР район был возвращён в республиканское подчинение.
В 1991 году Раплаский район был преобразован в уезд Рапламаа.

## Административное деление
В 1955 году район включал 2 рабочих посёлка (Рапла и Кохила) и 8 сельсоветов: Кайуский (центр — Касванду), Кехтнаский (центр — Мадалама), Кохилаский, Райккюлаский (центр — Липа), Раплаский (центр — Рапла-Уускюла), Хагериский, Юуруский, Ярвакандинский (центр — Пурку).